# Gerard Jacobs
Pour les articles homonymes, voir Jacobs.
Gerard Jacobs, né à Anvers (Belgique) le 29 octobre 1865 et mort à Flessingue (Pays-Bas) le 14 février 1958, est un peintre belge.